# Horner & Sons
Die Horner & Sons Ltd. war ein britischer Automobilhersteller.

## Unternehmensgeschichte
Das Unternehmen aus London begann 1904 mit der Produktion von Automobilen. Die Markennamen lauteten zunächst Queen und QC und ab 1905 Hornet (dt.: Hornisse) sowie Lenox. 1907 endete die Produktion. Die Verbindung zur Lenox Autocar Company ist unklar.

## Fahrzeuge

### Markennamen Queen und QC
Dies waren Modelle mit Zweizylindermotoren. Wahlweise wurden Motoren mit 12 oder 16 PS ausgeliefert. Der Neupreis betrug etwa 280 Pfund. Die Werbung für diese Modelle lautete: The car for the million or the millionaire.

### Markennamen Hornet und Lenox
Die Wagen waren mit Motoren ausgestattet, deren Bohrung mit 140 mm größer war als ihr Hub von 100 mm. Solche kurzhubigen Motoren waren damals ungewöhnlich, fast alle Motoren waren langhubig ausgelegt. Der 9 HP hatte einen Zweizylinder-Reihenmotor mit 3078 cm³, der unter dem Sitz montiert war und über eine Kette die Hinterachse antrieb. Die offene Karosserie bot Platz für zwei Personen. Der 18 HP hatte einen Vierzylinder-Reihenmotor mit 6160 cm³. Der Neupreis betrug 263 Pfund. In der Literatur werden auch die Modelle 8 HP mit Vierzylindermotor sowie 10 HP mit einem Zweizylindermotor von Stevens und einer Karosserie von Vincent genannt.

## Modelle
| Marken           | Modell | Bauzeitraum | Zylinder | Hubraum  | Quelle      |
| Queen und QC     | 12 HP  | 1904–1905   | 2        |          | [ 1 ]       |
| Queen und QC     | 16 HP  | 1904–1905   | 2        |          | [ 1 ]       |
| Hornet und Lenox | 8 HP   | 1905–1907   | 4        |          | [ 1 ]       |
| Hornet und Lenox | 9 HP   | 1905–1907   | 2 Reihe  | 3078 cm³ | [ 2 ] [ 3 ] |
| Hornet und Lenox | 10 HP  | 1905–1907   | 2        |          | [ 2 ]       |
| Hornet und Lenox | 18 HP  | 1905–1907   | 4 Reihe  | 6160 cm³ | [ 2 ] [ 3 ] |